# Nuria Roca
Nuria Roca Granell (Moncada, 23 marzo 1972) è una conduttrice televisiva e attrice televisiva spagnola.

## Programmi televisivi
Lista parziale.
- La casa de tus sueños (2000)
- Buenas tardes (2000-2001)
- Waku waku (1998-2001)
- Nada personal (2001)
- La isla de los famoS.O.S. (2003-2005)
- Supervivientes (2003-2005)
- Nos pierde la fama (2006)
- Tienes talento (2008)
- Fantastic Duo (2017)
- A tota pantalla (2017)
- Singles XD (2017)
- Road Trip (2020-2021)
- La Roca (2021-2023)

## Filmografia parziale

### Televisione
- Javier ya no vive solo - serie TV, 20 episodi (2002-2003)
- La que se avecina - serie TV, un episodio (2014)
- Madres. Amor y vida - serie TV, 8 episodi (2022)